# È domenica, ma senza impegno
È domenica, ma senza impegno è stato un programma televisivo italiano di varietà, trasmesso la domenica pomeriggio sul Programma Nazionale, dal 16 marzo al 29 giugno 1969.

## Produzione
Gli autori erano Maurizio Costanzo e Umberto Simonetta, la regia era di Vito Molinari, mentre la direzione musicale era affidata ad Aldo Buonocore. Conduttore della trasmissione era Paolo Villaggio, che interpretava i personaggi di Fantozzi, Fracchia e del professor Kranz, fatti conoscere al pubblico nel programma Quelli della domenica.
Accanto a Villaggio c'erano anche altri artisti: Cochi e Renato, Gianni Agus e Oreste Lionello completavano il cast comico, mentre Ombretta Colli e il Quartetto Cetra curavano la parte musicale. In ogni puntata intervenivano alcuni ospiti tra i quali Lino Toffolo, Enzo Jannacci, Dori Ghezzi e Anna Identici.
Il programma era prodotto e andava in onda dallo studio Rai di Milano.